# 2008년 선댄스 영화제
제24회 선댄스 영화제는 2008년 1월 17일에 열린 시상식이다.

## 수상 및 후보

### 심사위원대상(미국 드라마)
- 프로즌 리버 - 코트니 헌트 수상
- 아메리칸 선 - 닐 애브람슨
- 애니웨어, USA - 추시 핸니-자딘
- 밸러스트 - 랜스 해머
- 비 라이크 아더스 - 타나즈 에샤기한
- 블랙 리스트 - 티모시 그린필드-샌더스
- 초크 - 클락 그레그
- Diminished Capacity - 테리 키니
- 다운로딩 낸시 - Johan Renck
- 어둠 속의 공포 - 블러치 외 5명
- 굿 딕 - 마리안나 팰카
- 라스트 워드 - 제프리 헤일리
- 피츠버그의 미스터리 - 로슨 마샬 터버
- 노스 스타 - 매튜 스탠턴
- 이상한 나라의 피비 - 다니엘 반즈
- 프리티 버드 - 폴 슈나이더
- 슬립 딜러 - 알렉스 리베라
- 슈거 - 애너 보든 외 1명
- 선샤인 - 크리스틴 제프스
- 더 웩크니스 - 조나단 레빈

### 심사위원대상(미국 다큐멘터리)
- 트러블 더 워터 - 칼 딜 수상
- 아메리칸 솔저 - 에뎃 벨즈버그
- 아메리칸 틴 - 나넷 버스타인
- 비거, 스트롱거, 패스터 - 크리스 벨
- 필드 오브 퓨얼 - 조슈아 틱켈
- 물을 팝니다? - Irena Salina
- 곤조 - 알렉스 기브니
- 그레티스트 사일런스 - 리사 F. 잭슨
- I.O.U.S.A - 패트릭 크리던
- The Betrayal - Nerakhoon - 엘렌 쿠라스
- 패티 스미스 - 스티븐 세브링
- 로만 폴란스키 - 원티드 앤 디자이어드 - 마리나 제노비치
- Secrecy - 피터 갤리슨
- 슬링샷 힙합 - 잭키 살로움
- Traces Of The Trade - 카트리나 브라운

### 심사위원대상(월드시네마 드라마틱)
- 탁구는 나의 힘 - 젠스 존슨 수상
- 압수르디스탄 - 바이트 헬머
- 블루 아일리즈 - 에르네스토 콘트레라스
- 기장 아부라에드 - 아민 마탈카
- 대통령과 만찬 - 사비하 수마르 외 1명
- 드러머 - 케네스 비
- 난 항상 갱스터가 되고 싶었다 - 사무엘 벤체트리트
- 인 프리즌 마이 호울 라이프 - 마크에반스
- 저스트 어나더 러브 스토리 - 올레 보네덜
- 맨코라 - 리카도 드 몬트레우일
- 안경 - 오기가미 나오코
- 나는, 인어공주 - 안나 멜리키안
- 도그 이트 도그 - 칼로스 모레노
- 굿모닝 하트에이크 - 안나 네그리
- 스트레인저스 - 기 나티브
- Sous Les Bombes - 필립 아락팅기
- 디 벨레 - 데니스 간젤
- Burgua Dii Ebo - 베로 볼로우

### 심사위원대상(월드시네마 다큐멘터리)
- 맨 온 와이어 - 제임스 마쉬 수상
- 벽 안의 아이들 - 알렉산드라 베스트마이어
- 예술가와 수단 쌍둥이 - 피에트라 브렛켈리
- Complete History of My Sexual Failures - Chris Waitt
- Derek - 아이작 줄리앙
- 두라코보: 빌리지 오브 풀스 - 니노 커타즈
- 푸지에 - 카즈야 야마다
- 재활용 - 마흐무드 알 마사드
- 안데스 산맥 조난기 - 곤잘로 아리온
- Triage - 패트릭 리드
- 양쯔강을 따라서 - 진송용
- 브루크만 여성노동자 - 이삭 아이시탄
- 야스쿠니 - 리잉

### 관객상(미국 드라마)
- 더 웩크니스 - 조나단 레빈 수상

### 관객상(미국 다큐멘터리)
- 필드 오브 퓨얼 - 조슈아 틱켈 수상

### 관객상(월드시네마 드라마틱)
- 기장 아부라에드 - 아민 마탈카 수상

### 관객상(월드시네마 다큐멘터리)
- 맨 온 와이어 - 제임스 마쉬 수상

### 감독상(미국 드라마)
- 밸러스트 - 랜스 해머 수상

### 감독상(미국 다큐멘터리)
- 아메리칸 틴 - 나넷 버스타인 수상

### 감독상(월드시네마 드라마)
- 나는, 인어공주 - 안나 멜리키안 수상

### 감독상(월드시네마 다큐멘터리)
- 두라코보: 빌리지 오브 풀스 - 니노 커타즈 수상

### 각본상(미국 드라마)
- 슬립 딜러 - 알렉스 리베라 수상

### 각본상(월드시네마)
- 난 항상 갱스터가 되고 싶었다 - 사무엘 벤체트리트 수상

### 편집상(미국 다큐멘터리)
- 로만 폴란스키 - 원티드 앤 디자이어드 - 마리나 제노비치 수상

### 편집상(월드시네마 다큐멘터리)
- 예술가와 수단 쌍둥이 - 피에트라 브렛켈리 수상

### 촬영상(미국 드라마)
- 밸러스트 - 랜스 해머 수상

### 촬영상(미국 다큐멘터리)
- 패티 스미스 - 스티븐 세브링 수상

### 촬영상(월드시네마 드라마틱)
- 탁구는 나의 힘 - 얀스 욘손 수상

### 촬영상(월드시네마 다큐멘터리)
- 재활용 - 마흐무드 알 마사드 수상

### 심사위원특별상(미국 드라마)
- 애니웨어, USA - 추시 핸니-자딘 수상

### 심사위원특별상(미국 다큐멘터리)
- 그레티스트 사일런스 - 리사 F. 잭슨 수상
- Order of Myths - 마가렛 브라운

### 심사위원특별상(월드시네마 드라마틱)
- 블루 아일리즈 - 에르네스토 콘트레라스 수상

### 심사위원특별상-앙상블연기
- 어드밴티지 - 숀 번
- The Adventures Of Baxter & McGuire: The Boss - 마이크 브럼
- Apology Line - 제임스 리스
- 아쿠아리움 - 롭 마이어
- 어거스트 15th - Xuan Jiang
- 비코즈 워싱턴 이즈 헐리우드 포 어글리 피플 - Kenneth Tin-Kin Hung
- 벤드 잇 - 줄스 누리쉬
- Breadmakers - 야스민 페다
- Buyo - Andrea Fasciani
- By Modern Measure - 매튜 레스너
- 칼린 - 브렌트 그린
- 체리스 - 톰 하퍼
- 치프 - 브렛 와그너
- Chonto - 칼슨 D. 멜
- Count Backwards From Five - Tony Gault
- 크로스보 - 데이비드 미쇼
- 딥 - Alex Haworth
- 데니스 - 매즈 매티슨
- 도그 - 다니엘 랭
- 도그 러버스 - 대니 로우
- 드리프트 - 켈리 시어스
- 솔로몬 해리스 - 와이어트 가필드
- Farewell Packets of Ten - 켄 워드롭
- FCU: Fact Checkers Unit - 댄 비어스
- Flighty - 리 호지킨슨
- 포 더 러브 오브 갓 - 조 터커
- 포스 1 TD - Randy Krallman
- Funeral - 사라 세인트 온지
- Gas Zappers - Kenneth Tin-Kin Hung
- 그린 포르노 - 잠자리 - 이사벨라 로셀리니
- 그린 포르노 - 반딧불이 - 이사벨라 로셀리니
- 그린 포르노 - 거미 - 이사벨라 로셀리니
- Elonkorjuu - 사미 코리우스
- 히스토리 오브 아메리카 - MK12
- 아이 해브 씬 더 퓨쳐 - 캠 크리스티안슨
- 아이 러브 사라 제인 - 스펜서 서저
- 나는 존 레논을 만났다 - 조쉬 라스킨
- Ignite - 숀 배넌
- Juvenile - 차이나 무-영
- 키즈 + 머니 - 로린 그린필드
- 코로나 - 아만다 미쉘리 외 1명
- Lapsus - 후안 파블로 자라멜라
- 로이드 넥 - Benedict Campbell
- 로스 오브 레슬링 매치 - Jed Cowley
- Madame Tutli-Putli - 크리스 라비스 외 1명
- 맨 - 마이나 조셉
- 마크 - Thomas Barndt
- 모션 스튜디스 - 제이크 마하피
- My Biodegradable Heart - 데이너 애덤 샤피로
- 마이 올림픽 섬머 - Daniel Robin
- Nikamowin - 케빈 리 버튼
- 넘버 원 - 레이턴 피어스
- 오브젝 - 레슬리 알리
- 게이샤 엘레지 - 료스케 오가와 외 1명
- 대통령의 암살 - 애덤 케커
- Paradise - Yi Zhou
- 파리아 - 디 리스
- 피어스 시스터즈 - 루이스 쿡
- Pilgrimage - 나카무라 타다시
- Zuruckbleiben Bitte - Stadtmusik
- Plot Point - 니콜라스 프로보스트
- 램블러 - 캘빈 리 리더
- Relationship in Four Days - 피터 글랜즈
- 살림 바바의 시네마 천국 - 팀 스턴버그
- 스코링 - 켄 워드롭
- 세컨드 라인 - 존 마가리
- [[세빌라 → [∞] 06 (Sevilla → [∞] 06)]] - 올리보 바르비에리
- 식 섹스 - 저스틴 노웰
- Sikumi - On The Ice - 앤드류 옥피하 맥클린
- 스마일 - 줄리아 콴
- 소프트 - 사이몬 엘리스
- 사운드 오브 피플 - 사이먼 피츠모리스
- 스파이더 - 내쉬 에저튼
- Sunlit Shadows - 벤자민 M. 피에티
- Suspension - 니콜라스 프로보스트
- Teat Beat of Sex - 시그네 바우만
- Untitled #1 - Nao Bustamante
- W - The Vikings
- 웨이브스 - 아드리안 시타루
- 웰컴 - 커스틴 던스트
- 왓 저스트 해펀드? - 베리 레빈슨
- Baad, Dah Saleh - 마르지 바파메르로
- 레슬링 - 그리무르 하코나르슨
- 유어스 트루리 - 오스버트 파커
- 1977 - 페크 바렐라

### 미드나잇
- 어드벤처 오브 파워 - 아리 골드
- 브로큰 - 숀 엘리스
- 돈키 펀치 - 올리버 블랙번
- 퍼니 게임 - 미카엘 하네케
- 다이어리 오브 데드 - 조지 로메로
- 헬 라이드 - 래리 비솝
- 엽기좀비 오토 - 브루스 라 브루스
- Time Crimes - 나초 비가론도

### 프리미어
- 학생회장 암살 - 브렛 사이먼
- 비카인드 리와인드 - 미셸 공드리
- CSNY 데자뷰 - 닐영
- 딜 - 스티븐 샤크터
- 데스 인 러브 - 보아즈 야킨
- 이스케피스트 - 루퍼트 와이어트
- 그레이트 벅 하워드 - 숀 맥긴리
- 나의 인생 나의 기타 - 에이미 레드포드
- 햄릿 2 - 앤드류 플레밍
- 헨리 풀 이즈 히어 - 마크 펠링톤
- 킬러들의 도시 - 마틴 맥도나
- 인센디어리 - 샤론 맥과이어
- 메리 젠틀맨 - 마이클 키튼
- A Raisin In The Sun - 케니 리온
- 세비지 그레이스 - 톰 칼린
- 몽유병 - 빌 마허
- 스마트 피플 - 노암 머로
- 재시라의 말 못할 비밀 - 앨런 볼
- 트랜스 시베리아 - 브래드 앤더슨
- U2 3D - 캐서린 오웬스
- 더 비지터 - 톰 맥카시
- 이어 오브 게팅 투 노우 어스 - 패트릭 시샘
- 노란 손수건 - 우다얀 프라사드

### 스펙트럼
- 앤빌의 헤비메탈 스토리 - 사차 제바시
- 어거스트 - 오스틴 칙
- 백헤드 - 마크 듀플라스
- 버드 오브 아메리카 - 크레그 루카스
- 블라인드 데이트 - 스탠리 투치
- 와인 미라클 - 랜달 밀러
- 크로닉 타운 - Michael Kamsky
- 골리앗 - 데이비드 젤너 외 1명
- 굿 데이 투 비 블랙 & 섹시 - 데니스 도치
- 킥킹 잇 - 수잔 코치
- Linguists - Seth Kramer 외 2명
- 러브 컴스 레이틀리 - 잔 슐티
- 메이드 인 아메리카 - 스테이시 페랄타
- 엄마의 남자 - 아자젤 제이콥스
- 퀴드 프로 쿼 - Carlos Brooks
- 레드 - Trygve Allister Diesen
- 오사마 빈 라덴을 찾아서 - 모건 스펄록
- 로큰롤 인생 - 스티븐 워커

### 뉴 프론티어
- 캐스팅 어 글랜스 - 제임스 베닝
- 이트, 포 디스 이즈 마이 바디 - 미쉘란제 쿠에이
- 반쪽의 삶 - 제니퍼 팡
- Reversion - 미아 트라친거
- Seven Intellectuals in Bamboo Forest, Part 4 - 양푸동
- Seven Intellectuals in Bamboo Forest, Part 5 - 양푸동

### 선댄스 컬렉션
- 에드워드 2세 - 데릭 저먼
- 리빙 엔드 - 그렉 아라키